# Воксилапревир
Воксилапревир – ингибитор неструктурного (NS) протеина 3/4A протеина вируса гепатита C (HCV) (от Gilead Sciences), который используется в комбинации с софосбувиром и велпатасвиром. Комбинация имеет торговое название Vosevi. 
Препарат получил положительное заключение Европейского комитета по лекарственным средствам для человека в июне 2017 года.
18 июля 2017 года был одобрен Управлением по санитарному надзору за качеством пищевых продуктов и медикаментов США.